# شهرك ايثار (كوهستان)
شهرك ايثار (بالفارسية: شهرک ایثار) هي قرية تقع في إيران في Kuhestan Rural District. يقدر عدد سكانها بـ 1680 نسمة بحسب إحصاء 2016.